# Digitales terrestrisches Fernsehen

Digitale Rundfunkstandards weltweit

Digitales terrestrisches Fernsehen bezeichnet die digitale Übertragung von Fernseh- und Hörfunksendern über terrestrische Wege. Es gibt in verschiedenen Regionen verschiedene Normen:
- DVB-T in Europa, Asien, mehreren afrikanischen Ländern, Australien
- ATSC in den USA, Kanada, Mexiko, Südkorea
- ISDB in Japan, Süd- und Mittelamerika
- DTMB in China und Pakistan